# Francis Garnier
Pour les articles homonymes, voir Francis Garnier (homonymie) et Garnier.
Marie Joseph François Garnier dit Francis Garnier (en vietnamien : Ngạc Nhi), né à Saint-Étienne le 25 juillet 1839 et mort au combat à Hanoï, le 21 décembre 1873, est un officier de marine et explorateur français.
Il devint célèbre pour avoir passé l’essentiel de sa vie à explorer le Mékong. Sa carrière d’officier et sa fin héroïque en ont fait une des figures de premier plan de l'histoire de la Marine française.

## Biographie

### Enfance et formation
Fils d'Alexandre Garnier (1802-1891), un légitimiste convaincu – qui brisa son épée d'officier en 1830 – il entre en 1856 à l'École navale, après de bonnes études au lycée de Montpellier. En raison de ses pensées ambitieuses, de son courage et de sa fougue malgré sa petite taille, ses camarades de l'École navale l'avaient surnommé « Mademoiselle Bonaparte ».

### Famille
Francis se marie en 1870 à Avignon avec Claire Knight (1848-1923) avec laquelle il aura deux enfants : Anne Garnier (1871-1904) et Georgette, morte peu de temps après sa naissance en 1873 pendant le voyage qui amenait la famille au Tonkin.
Le frère de Francis, Léon Garnier (1836-1901), employé à la préfecture de la Seine, soutient son frère dans ses explorations. Il s'occupera de faire publier une de ses brochures en 1865 et de coordonner l'impression du Voyage d'exploration en Indo-chine. Marié à Louise Vapereau, la fille du célèbre Louis Gustave Vapereau, son nom apparait dans le Dictionnaire universel des contemporains.

### Une carrière militaire tragique

#### L'expédition en Chine
À sa sortie de l'école navale en 1857, il effectue des voyages vers le Brésil et les mers du Sud. Il s'embarque vers la Chine en 1860 et y restera deux ans. Nommé auprès de l'amiral Léonard Victor Charner, il participe à la prise de Pékin et sera également témoin du sac du Palais d'Été en octobre 1860.

#### Administrateur de Cholon
Après un court séjour en France, il rejoint la Cochinchine en 1863. Il se voit d'abord confier le commandement d'une compagnie de fusiliers marins au poste du Rach Gia. Fin 1863, il rentre dans les Affaires indigènes en tant que stagiaire auprès du préfet Henri Rieunier, qu'il doit remplacer et qui était comme lui enseigne de vaisseau à l'état-major de l'amiral Léonard Victor Charner. Il est alors chargé de l'administration de la ville chinoise de Cholon, où ses amis le surnomment « le petit préfet de Cholon ».
Il publie, en 1864 et en 1865, deux brochures qui analysent la situation politique, économique et sociale de la Cochinchine française.

#### L'exploration du Mekong (1866-1868)

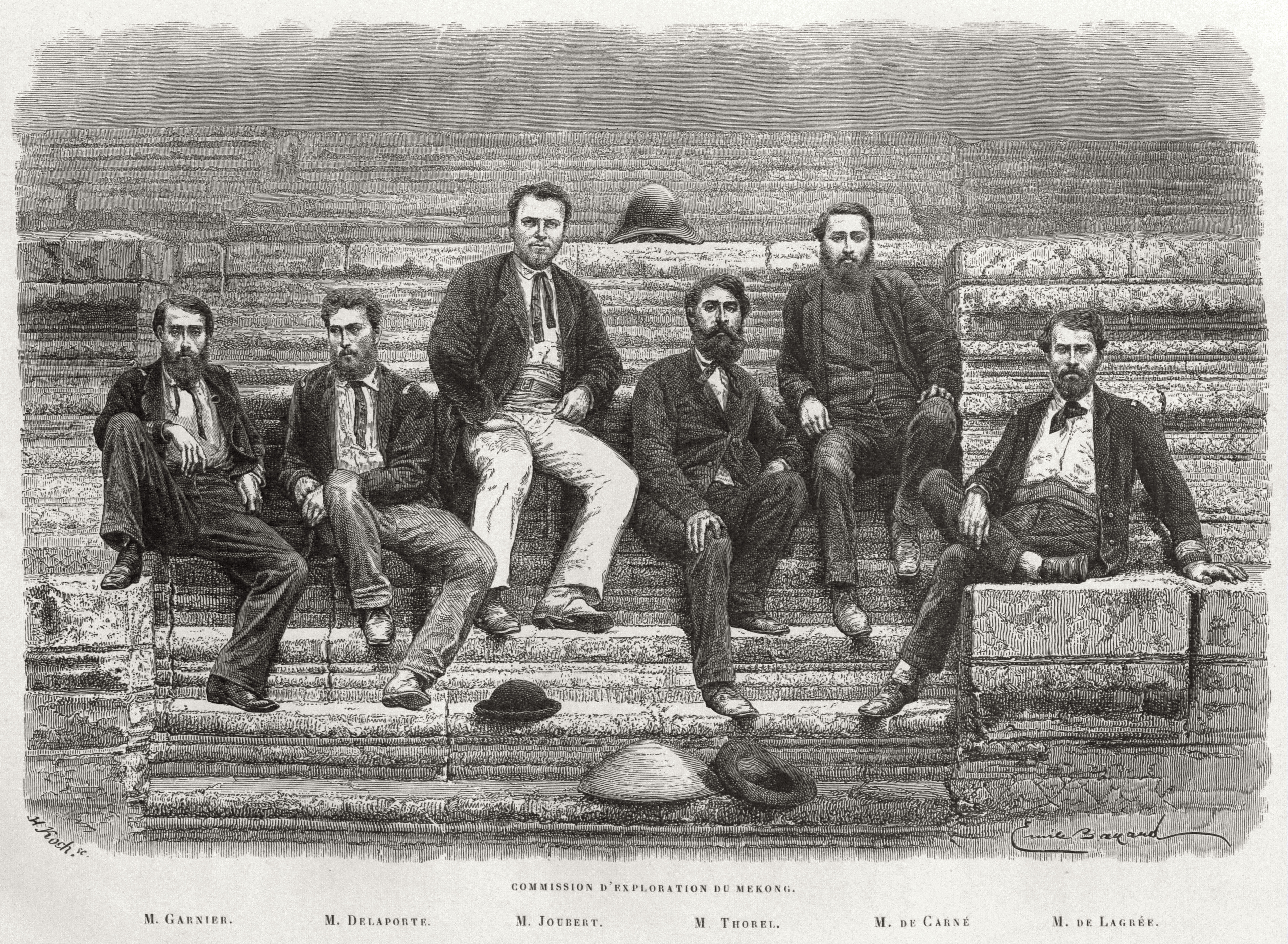
La mission d'exploration du Mékong. Garnier à l’extrême gauche.

Sa participation à la Mission d'exploration du Mékong, sous le commandement du capitaine de frégate Ernest Doudart de Lagrée, accompagné, notamment, du géologue Lucien Joubert, chirurgien de marine de 2e classe, du botaniste Clovis Thorel, chirurgien de marine de 3e classe du dessinateur Louis Delaporte, enseigne de vaisseau et de Louis de Carné (fils), élève consul et agent du ministère des Affaires étrangères, le rend illustre.
L'expédition part de Saïgon le 5 juin 1866, sous le haut patronage du vice-amiral Pierre-Paul de La Grandière et entreprend de remonter le Mékong. Commandant en second, Francis Garnier est chargé notamment des travaux d'hydrographie, de météorologie ainsi que de cartographier le cours du Mékong.
À la mort de Doudart de Lagrée, dans le Yunnan, il prend le commandement de la mission, gagne la vallée du Yangzi Jiang qu'il descend jusqu'à Shanghai. Il rallie Saïgon deux années après en être parti, en juillet 1868.
Il rejoint aussitôt la France où il est affecté au Dépôt des cartes et plans de la Marine. Il y achève la rédaction de son rapport de mission. Durant la guerre de 1870, il défend le fort de Montrouge. En 1871, il partage avec David Livingstone la Médaille d'Honneur de la Société de géographie dont il était membre depuis son retour.
Il sollicite et obtient un congé sans solde pendant lequel il s'installe à Shanghai avec son épouse, Claire. Il continue ses travaux de reconnaissance du cours supérieur du Mékong. Il passe plusieurs mois à explorer, seul, le Yunnan et le Tibet, lorsqu'il est rappelé par le contre-amiral Dupré, alors gouverneur de la Cochinchine, pour une mission diplomatique.

#### Expédition de 1873 au Tonkin et mort
En automne 1873, l'affaire Jean Dupuis est en passe de créer un incident diplomatique entre la France et l'Empire d'Annam. Le marchand français Jean Dupuis (1829-1912) a passé un contrat de livraison d'armes avec les autorités chinoises, aux prises avec la révolte musulmane des Panthay, qui dure depuis 1856. Jean Dupuis se livre à ce trafic en empruntant le Fleuve rouge, qui traverse les provinces annamites du Tonkin, sans autorisation de la cour de Hué. Les autorités locales, à la tête desquelles se trouvent le maréchal Nguyên Tri Phuong, mettent à prix  la tête de Jean Dupuis. Le gouvernement de Hué demande au contre-amiral Dupré, gouverneur de la Cochinchine française, de régler cet incident pour éviter toute crise diplomatique. Ce dernier envoie sur place le lieutenant de vaisseau Francis Garnier, accompagné d'une poignée d'hommes, afin de négocier avec les autorités locales, d'éviter la crise, et d'établir un traité commercial favorable aux intérêts français. Parti de Saïgon le 13 octobre, Garnier parvient à Hanoï le 5 novembre. Après avoir discuté avec Dupuis, les négociations commencent. Les autorités locales se montrent intransigeantes. Plusieurs tentatives d'empoisonnement touchent les réserves d'eau du « camp des lettrés », où demeurent Francis Garnier et ses hommes.

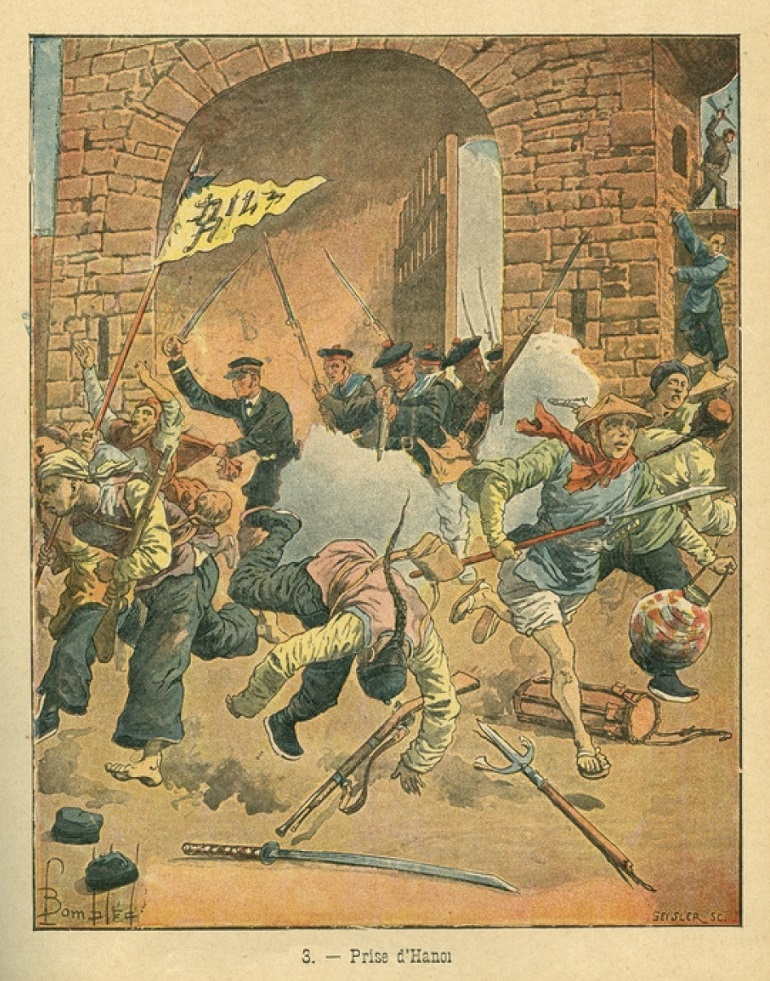
Prise d’Hanoï par les hommes de Garnier.

De sa propre initiative, et sans aucun ordre officiel, Garnier décide, avec sa petite troupe de 170 hommes aidés des quelques dizaines de mercenaires chinois de Dupuis, de capturer la ville défendue par 7000 soldats annamites. Le 20 novembre 1873 au petit matin, Hanoï, ville de 80 000 habitants et capitale de la province du Tonkin, est conquise en une heure par le lieutenant Garnier. La seule perte du côté français est un mercenaire de Dupuis, accidentellement tué par des Français l'ayant pris pour un Annamite. Côté Annamites, les pertes sont lourdes : 80 tués, 300 blessés et 2 000 prisonniers. Le maréchal Nguyen Tri Phuong est grièvement blessé et son fils, beau-frère de l'Empereur Tự Đức, est tué au combat.
Enhardi par son éclatante victoire, Garnier décide, toujours sans aucun ordre officiel, de se lancer à la conquête du Tonkin avec sa poignée d'hommes et ses deux canonnières. Le 4 décembre l'aspirant Hautefeuille âgé de 21 ans, accompagné par 6 marins et un interprète vietnamien, capture par un tour de force la ville fortifiée de Ninh Bình défendue par 1 700 soldats. À la suite de la capture de Nam Dinh le 11 décembre, Garnier et sa petite troupe sont maîtres de la majeure partie du Tonkin.
complètement dépassées par les événements, les autorités annamites demandent l'aide des Pavillons noirs, une bande de pirates chinois établis dans la région. Le 21 décembre, un groupe de 600 Pavillons noirs, suivis de loin par l'armée annamite, apparait devant Hanoï. Un vive canonnade de la citadelle les force à la retraite, mais cela ne satisfait pas Garnier qui veut leur porter un coup décisif. Avec 18 marins et un canon, il s'élance à leur poursuite, tout en envoyant l'enseigne de vaisseau, Adrien-Paul Balny d'Avricourt et 12 marins les contourner par un autre chemin.

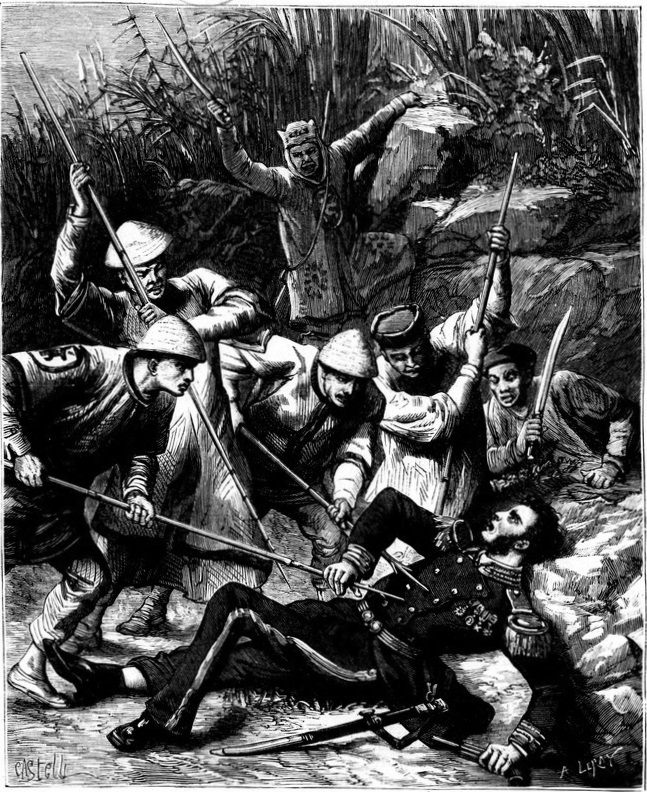
Mort de Francis Garnier aux mains des Pavillons Noirs.

Son canon s'étant embourbé dans les rizières, Garnier continue la poursuite avec quelques-uns de ses hommes, mais il succombe, submergé par la supériorité numérique de ses ennemis. Ses compagnons le découvriront décapité, émasculé et le cœur arraché. L'enseigne Adrien-Paul Balny d'Avricourt meurt dans des conditions similaires près de la Pagode Voi Phục (vi), et est lui est aussi décapité.
Le gouvernement français, qui n'avait pas prévu de se lancer dans une guerre contre l'Annam au sortir de la défaite contre la Prusse en 1870, désavoue sa conquête et une seconde expédition dirigée par le lieutenant Philastre est organisée début 1874 pour rapatrier les hommes de Garnier qui occupent toujours les principales villes du Tonkin. Un traité est signé en mars 1874, dans lequel la France s'engage à rendre les villes capturées en échange d'avantages commerciaux sur le fleuve Rouge et de l'installation d'un résident de France à Hanoï.

### Obsèques

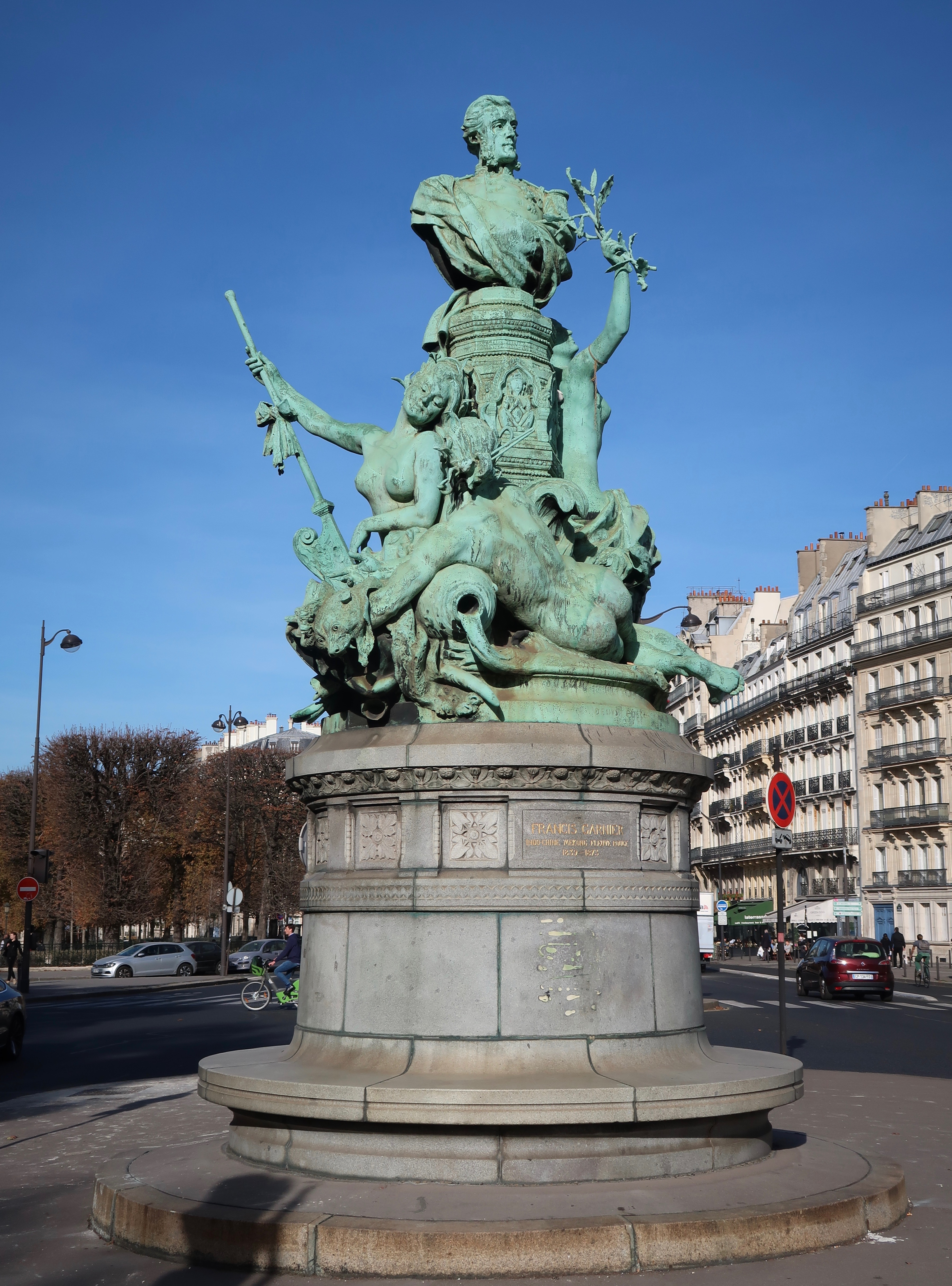
Monument renfermant les cendres de Francis Garnier dans le 6e arrondissement de Paris.

Son corps est ramené en 1875 à Saïgon, où il est inhumé au cimetière français, aux côtés de celui de Doudart de Lagrée. Ce n'est que dix ans après la mort de Garnier que la France prend la décision de poursuivre la conquête du Viêt Nam, en lançant l'expédition du Tonkin.
En 1983, lors de la destruction du cimetière, les deux tombes sont longuement recherchées par Jean-François Parot, consul général de France à Saïgon. Il fait exhumer et incinérer les restes des deux hommes et propose alors au ministre de la Défense de les convoyer à Singapour où le porte-hélicoptères Jeanne d'Arc et son escorteur Doudard de Lagrée doivent faire escale. Deux émouvantes cérémonies à bord marquent l'embarquement des urnes funéraires.
En 1987, les cendres de Garnier ont été placées dans le monument orné de son buste dû au sculpteur Denys Puech qui se trouve place Camille-Jullian, en limite des 5e et 6e arrondissements de Paris.

## Décorations
- Officier de la Légion d'honneur (26 janvier 1872[13])
- Médaille commémorative de l'expédition de Chine (1860)
- Commandeur de l'ordre royal du Cambodge[14]

## Hommages

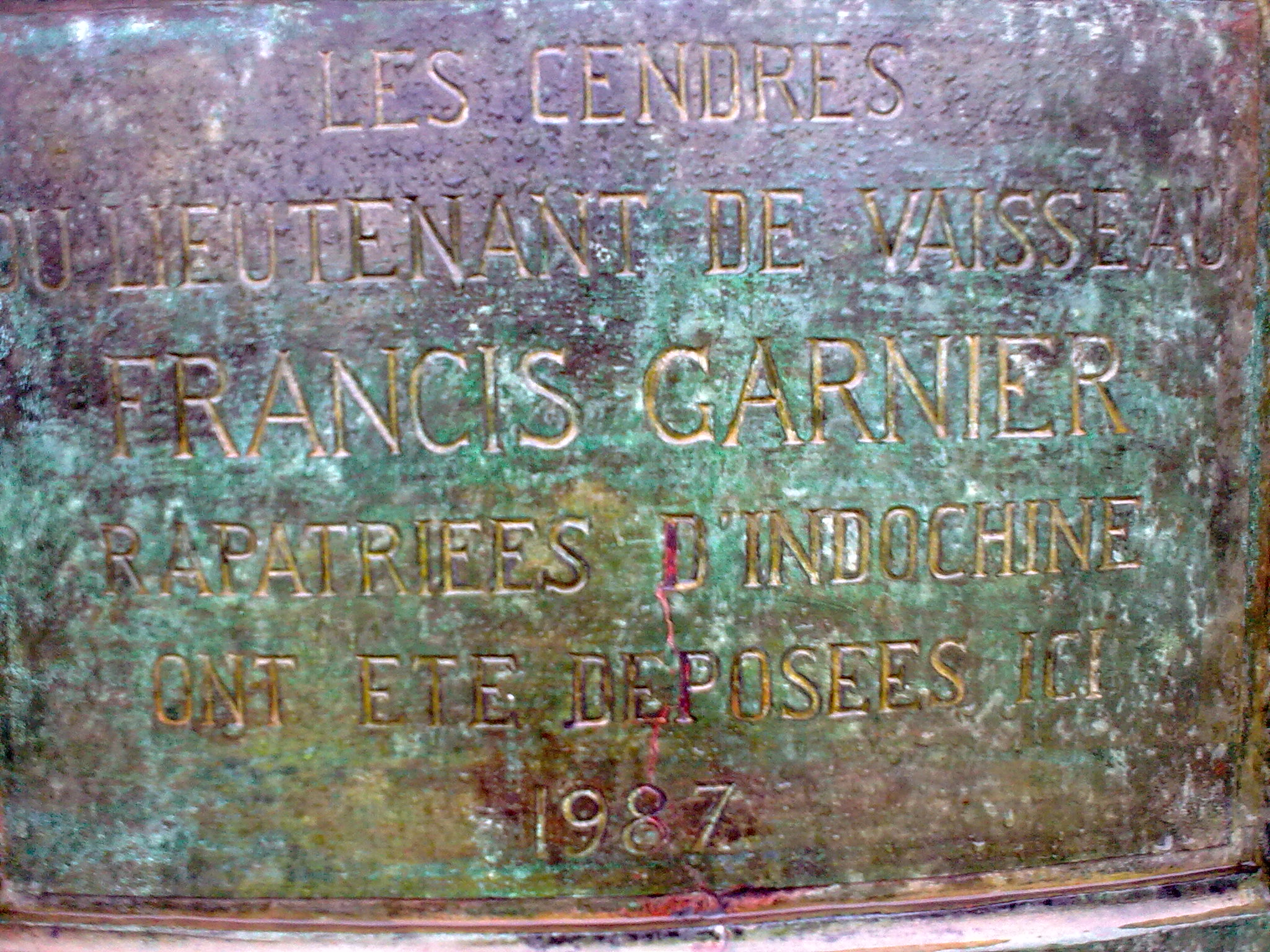
plaque commémorative.

Francis Garnier a donné son nom à cinq navires de la Marine française. Le dernier en date fut le deuxième bâtiment de la classe Champlain, un bâtiment de transport léger. Le Francis Garnier fut désarmé le 16 février 2011.
Durant la période française, Francis Garnier était le nom d'une commune d'Algérie, appelée aujourd'hui Beni Haoua.
Le prix Francis Garnier de la Société de géographie, créé en 1903, récompense des travaux scientifiques sur les diverses parties du monde.
En 1870 Francis Garnier a reçu la Patron's Medal (médaille d'or du bienfaiteur) de la Royal Geographical Society de Londres, la plus haute distinction qu'un explorateur de quelque nation que ce soit puisse recevoir.
Depuis 1932, la rue Francis Garnier lui rend hommage à Paris 17e sur l'emplacement du bastion no 40 de l'enceinte de Thiers.
Un timbre a été émis à son effigie en 1943 dans la "série des Marins" en Indochine. Un second timbre dans la même série est resté non émis.
Une médaille à son effigie a été réalisée par G.Dupre pour la Société de Géographie Commerciale de Paris, section de Saint Etienne

### Écrits
- La Cochinchine française en 1864, Paris, E. Dentu, 1864, 48 p.
- De la colonisation de la Cochinchine, Paris, Challamel Aîné, 1865.
- Voyage d'exploration en Indo-chine, effectué pendant les années 1866, 1867 et 1868, Paris, Hachette, 1873 (rééd. La Découverte, 1985) [lire en ligne]
- Atlas du voyage d'exploration en Indo-Chine : effectué pendant les années 1866, 1867 et 1868 par une Commission française, 2 volumes, Paris, Hachette, 1873
  - Première partie : [lire en ligne]
  - Deuxième partie : [lire en ligne]
- De Paris au Tibet : notes de voyage, Paris, Hachette, 1882. Ce récit a paru en feuilleton dans le journal le Temps du 30 juillet 1873 au 13 mars 1874.